# Brenkley
Brenkley – przysiółek w Anglii, w Tyne and Wear, w dystrykcie metropolitalnym Newcastle upon Tyne, w civil parish Dinnington/Brunswick. Leży 11.3 km od miasta Newcastle upon Tyne i 409.5 km od Londynu. W 1951 roku civil parish liczyła 28 mieszkańców.